# Список умерших в 1065 году

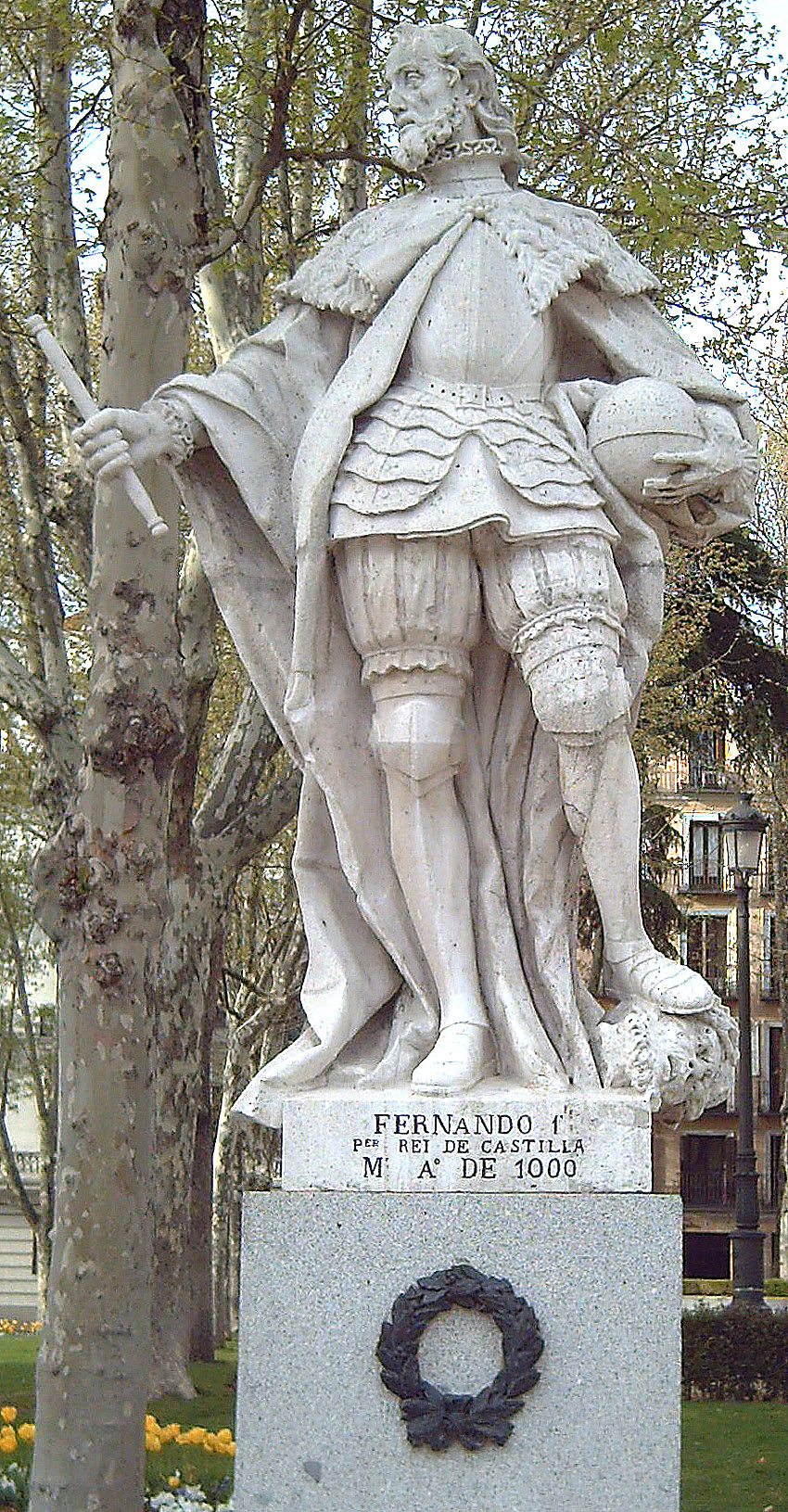
Фердинанд I Великий

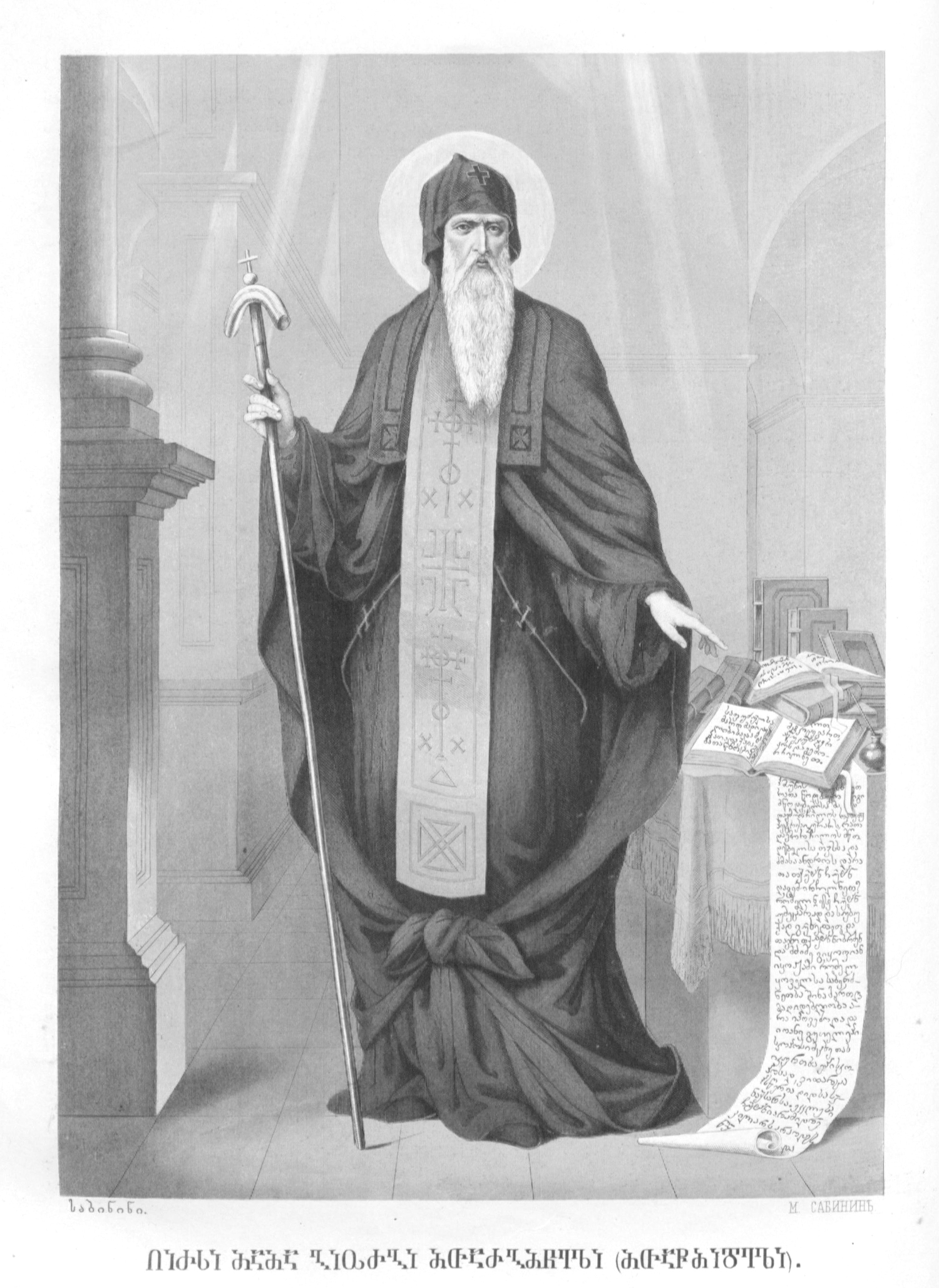
Георгий Афонский

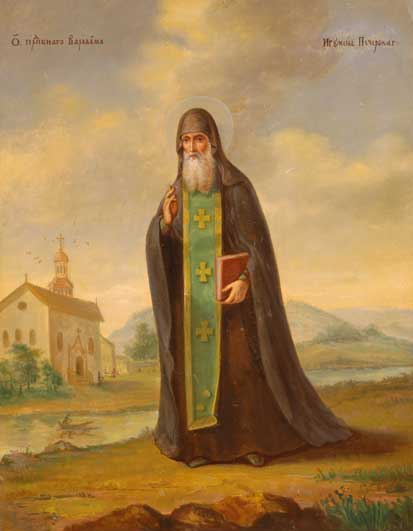
Варлаам Печерский

В этой статье представлен список известных людей, умерших в 1065 году.
См. также: Категория:Умершие в 1065 году

## Январь
- 8 января — Мешко Казимирович — польский принц, возможно князь Куявии (1058—1065)

## Февраль
- 7 февраля — Зигфрид I фон Спанхейм — родоначальник династии Спанхеймов

## Май
- 17 мая — Эгилберт[нем.] — епископ Пассау (1045—1065)

## Июнь
- 24 июня — Фердинанд I Великий — граф Кастилии (1032—1037), первый король Кастилии с 1037 года, король Леона с 1037 года, Император всей Испании с 1039 года
- 27 июня — Георгий Афонский — грузинский монах, автор духовных сочинений, переводчик, один из самых почитаемых грузинских святых.

## Август
- 8 августа — Фридрих II Люксембургский — герцог Нижней Лотарингии и маркграф Антверпена с 1046 года.

## Дата неизвестна или требует уточнения
- Варлаам Печерский — первый игумен Киево-Печерской лавры, святой православной церкви.
- Гарсиа Арно — виконт Дакса (с 1058/1059), сеньор Микса и Остабаре.
- Дутак Росский[англ.] — святой римско-католической церкви, покровитель Тейна[1].
- Ефрем — митрополит Киевский и всея Руси (1054—1065)
- Тибо де Семюр — граф Шалона с 1039 года.
- Эрменгол III — граф Уржеля (1038—1065).